# Scytodes nigristernis
Scytodes nigristernis är en spindelart som beskrevs av Simon 1907. Scytodes nigristernis ingår i släktet Scytodes och familjen spottspindlar.
Artens utbredningsområde är Guinea-Bissau. Inga underarter finns listade i Catalogue of Life.